# La Force, Dordogne

La Force este o comună în departamentul Dordogne din sud-vestul Franței. În 2009 avea o populație de 2.524 de locuitori.

## Evoluția populației
| An        | 1975  | 1982  | 1990  | 1999  | 2006  | 2009  |
| --------- | ----- | ----- | ----- | ----- | ----- | ----- |
| Populație | 1.846 | 2.101 | 2.261 | 2.336 | 2.465 | 2.524 |